# Bell Helicopter Textron
La Bell Helicopter Textron (in breve Bell) è un'industria statunitense che produce elicotteri e convertiplani e ha sede a Fort Worth in Texas. La Bell produce gli elicotteri e i convertiplani militari negli Stati Uniti, mentre i prodotti destinati ad uso civile nel Québec, Canada. Precedentemente ha anche prodotto aeroplani sotto il marchio Bell Aircraft Corporation, dando vita a progetti che rimasero nella storia dell'aviazione come il Bell X-1, il primo aereo a superare la velocità del suono in volo livellato e controllato. Fa parte del gruppo Textron.

## Velivoli prodotti

### Elicotteri
Dati di produzione aggiornati al dicembre 2006.

#### Civili
- Bell 47
- Bell 204 - versione civile del Bell UH-1 (vers. A-B-C-M)
- Bell 205 - versione civile del Bell UH-1 (vers. D-H)
- Bell 206 JetRanger e LongRanger - in produzione
- Bell 210 - in produzione - versione civile modificata/ricostruita del Bell UH-1H
- Bell 212 - versione bimotore del Bell 205 (vers. civile del UH-1N)

- Bell 214 BigLifter
- Bell 222
- Bell 230

Precedente Logo della Bell Helicopter Textron

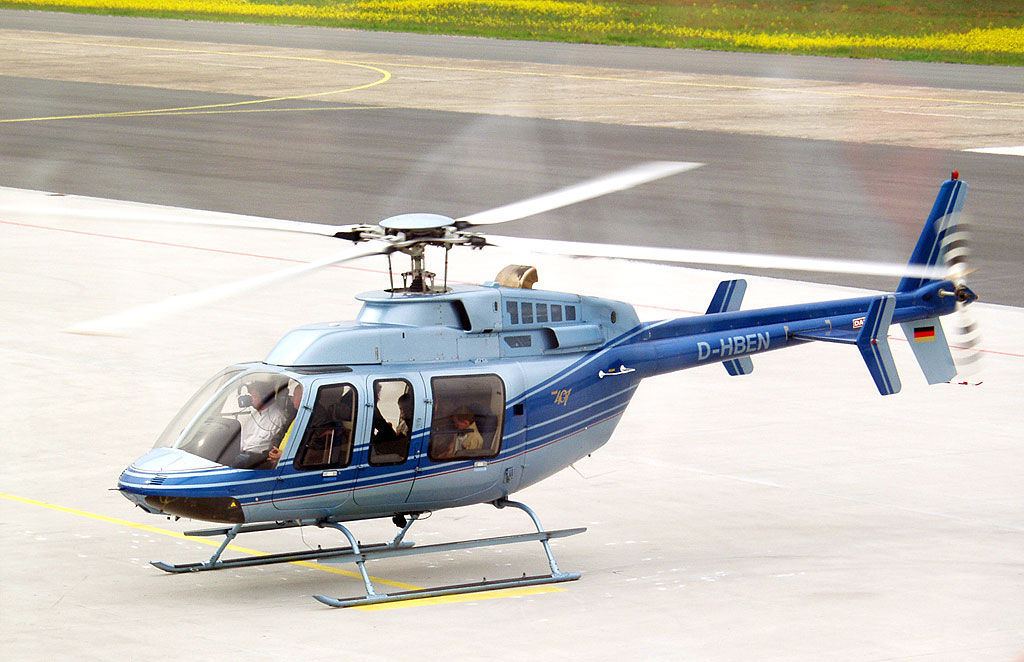
il Bell 407

- Bell 407 - in produzione - versione con rotore quadripala del model 206
- Bell 412 - in produzione - versione con rotore quadripala del model 212
- Bell 417 - prove di volo in corso - versione civile con turbina potenziata del model 407 ed analoga alla preesistente versione militare OH-58D
- Bell 427 - in produzione - versione bimotore del model 407
- Bell 429 GlobalRanger - in produzione - versione leggermente ingrandita ed equipaggiata per il volo IFR del model 427
- Bell 430 - in produzione - versione aggiornata e quadripala del model 222/230
- Bell 525 - sperimentale
- Bell 505

#### Militari
- Bell UH-1 Iroquois (noto anche come Huey) - in produzione
- Bell 533 - sperimentale
- Bell AH-1 Cobra - in produzione
- Bell UH-1Y Venom - in produzione - versione potenziata con due turbine T700 e rotore quadripala del UH-1N adottato dai Marines statunitensi
- OH-58 Kiowa
- Bell OH-58D Kiowa Warrior
- AgustaWestland AW139 - precedentemente AB139 in collaborazione al 50% con AgustaWestland. Collaborazione terminata nel 2005.

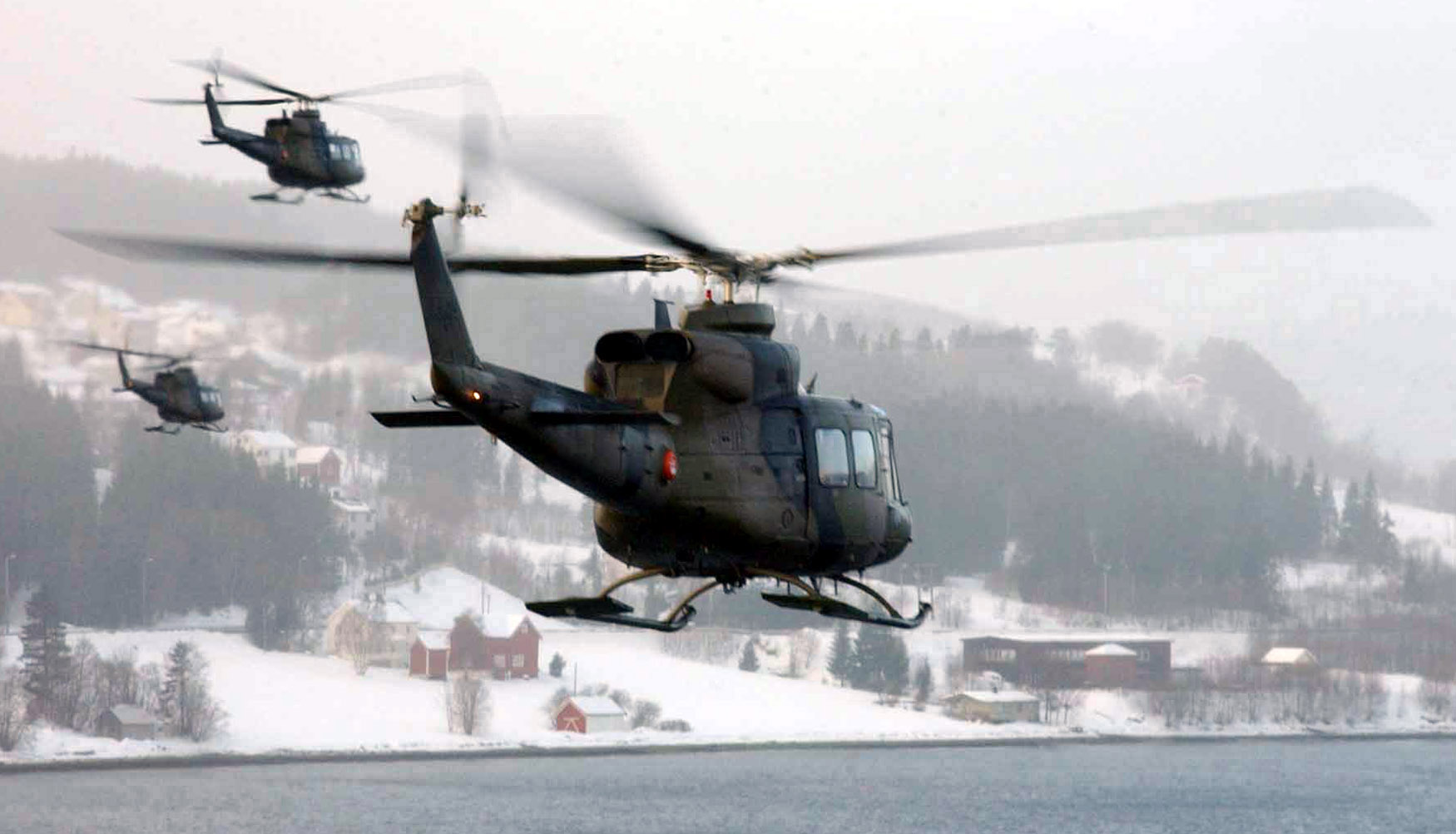
Formazione di Bell 412SP norvegesi durante un'esercitazione NATO

- ARH-70

### Convertiplani
- V-22 Osprey (in collaborazione con la Boeing)
- Bell-Agusta BA609 (in collaborazione con AgustaWestland)
- Bell Eagle Eye
- Bell V-280 Valor (in collaborazione con Lockheed Martin)